# Unione Sportiva Pro Vercelli 1941-1942
Questa voce raccoglie le informazioni riguardanti l'Unione Sportiva Pro Vercelli nelle competizioni ufficiali della stagione 1941-1942.

## Rosa
| N. |                   | Ruolo | Calciatore           |
| -- | ----------------- | ----- | -------------------- |
|    | Italia (bandiera) | A     | P. Barberis          |
|    | Italia (bandiera) | A     | Paolo Barbero        |
|    | Italia (bandiera) | A     | Mario Barera         |
|    | Italia (bandiera) | c     | L. Belossi           |
|    | Italia (bandiera) | D     | Aldo Beretta         |
|    | Italia (bandiera) | C     | Francesco Bergamasco |
|    | Italia (bandiera) | D     | Bernardo Bertani     |
|    | Italia (bandiera) | A     | F. Bertone           |
|    | Italia (bandiera) | P     | Eusebio Bodo         |
|    | Italia (bandiera) | D     | A. Bongiannino       |
|    | Italia (bandiera) | D     | Angelo Bredo         |
|    | Italia (bandiera) | C     | Walter Carasso       |
|    | Italia (bandiera) | C     | Vincenzo Coltella    |
|    | Italia (bandiera) | A     | A. Corbelletti       |
|    | Italia (bandiera) | P     | Donato Donati        |

| N. |                   | Ruolo | Calciatore        |
| -- | ----------------- | ----- | ----------------- |
|    | Italia (bandiera) | P     | C. Facchini       |
|    | Italia (bandiera) | A     | Domenico Gambino  |
|    | Italia (bandiera) | C     | Franco Gatti      |
|    | Italia (bandiera) | A     | Marcello Gaviglio |
|    | Italia (bandiera) | A     | L. Giarda         |
|    | Italia (bandiera) | C     | Guido Minghetti   |
|    | Italia (bandiera) | C     | P. Mocca          |
|    | Italia (bandiera) | A     | A. Partinaro      |
|    | Italia (bandiera) | A     | G. Ranghino       |
|    | Italia (bandiera) | C     | U. Rosso          |
|    | Italia (bandiera) | A     | E. Sarasso        |
|    | Italia (bandiera) | A     | M. Sarasso        |
|    | Italia (bandiera) | D     | Guido Tiro        |
|    | Italia (bandiera) | A     | Donato Vaglio     |
|    | Italia (bandiera) | P     | M. Zucchetti      |